# Тростянець (Хмельницький район)
Тростяне́ць — село в Україні, у Городоцькій міській територіальній громаді Хмельницького району Хмельницької області. Населення становить 299 осіб. Герб села є промовистим.

## Історія
7 (20) листопада 1917 року, відповідно до Третього Універсалу Української Центральної Ради, увійшло до складу Української Народної Республіки.
12 червня 2020 року, відповідно до розпорядження Кабінету Міністрів України № 727-р «Про визначення адміністративних центрів та затвердження територій територіальних громад Хмельницької області», увійшло до складу Городоцької міської громади.
19 липня 2020 року, в результаті адміністративно-територіальної реформи та ліквідації Городоцького району, увійшло до складу новоутвореного Хмельницького району.
Колишній орган місцевого самоврядування — Новосвітська сільська рада.

## Населення

### Мова
Розподіл населення за рідною мовою за даними перепису 2001 року:
| Мова            | Кількість | Відсоток |
| --------------- | --------- | -------- |
| українська      | 292       | 97.66%   |
| російська       | 3         | 1.00%    |
| румунська       | 1         | 0.34%    |
| інші/не вказали | 3         | 1.00%    |
| Усього          | 625       | 100%     |

## Галерея

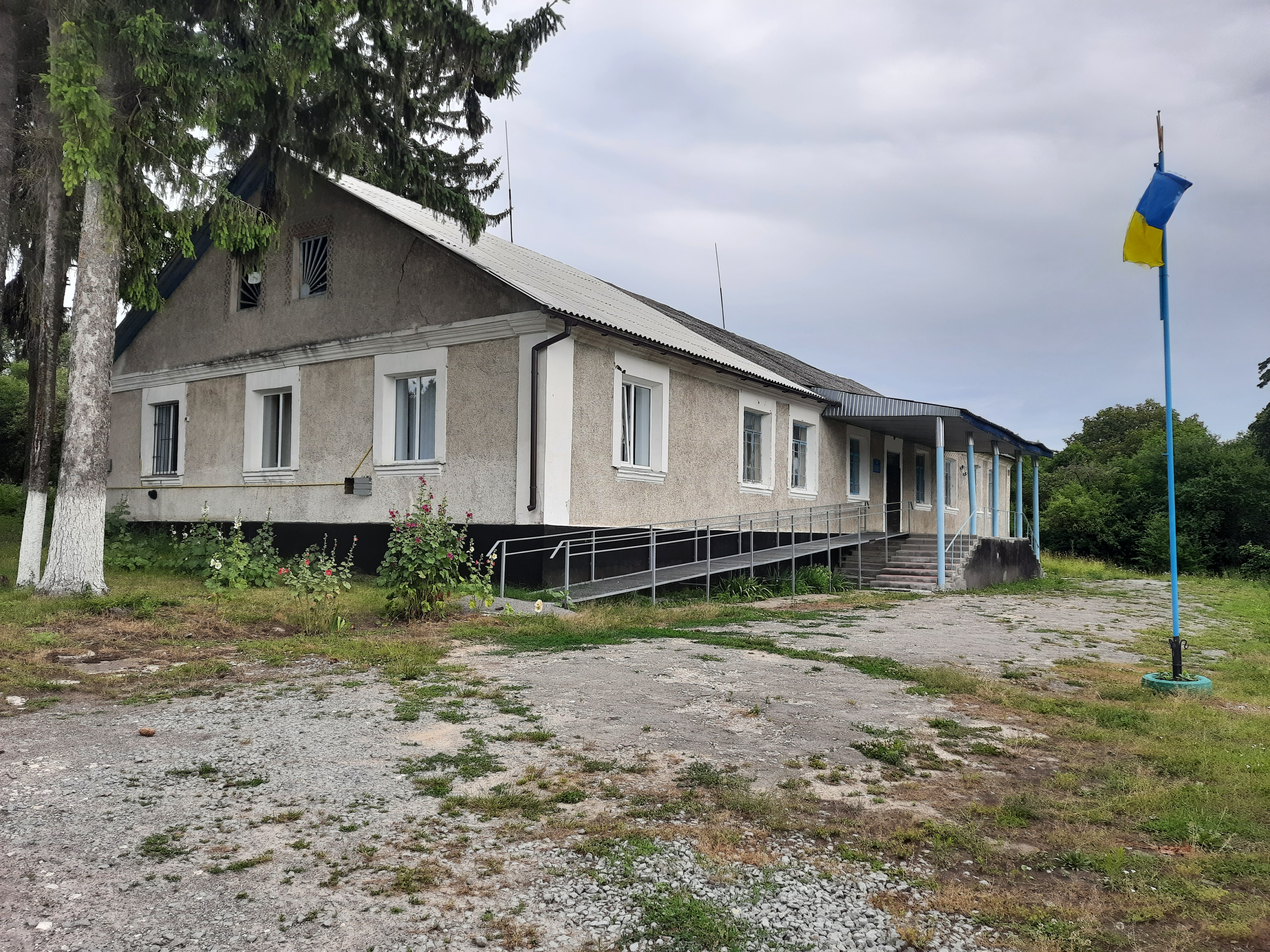
Клуб
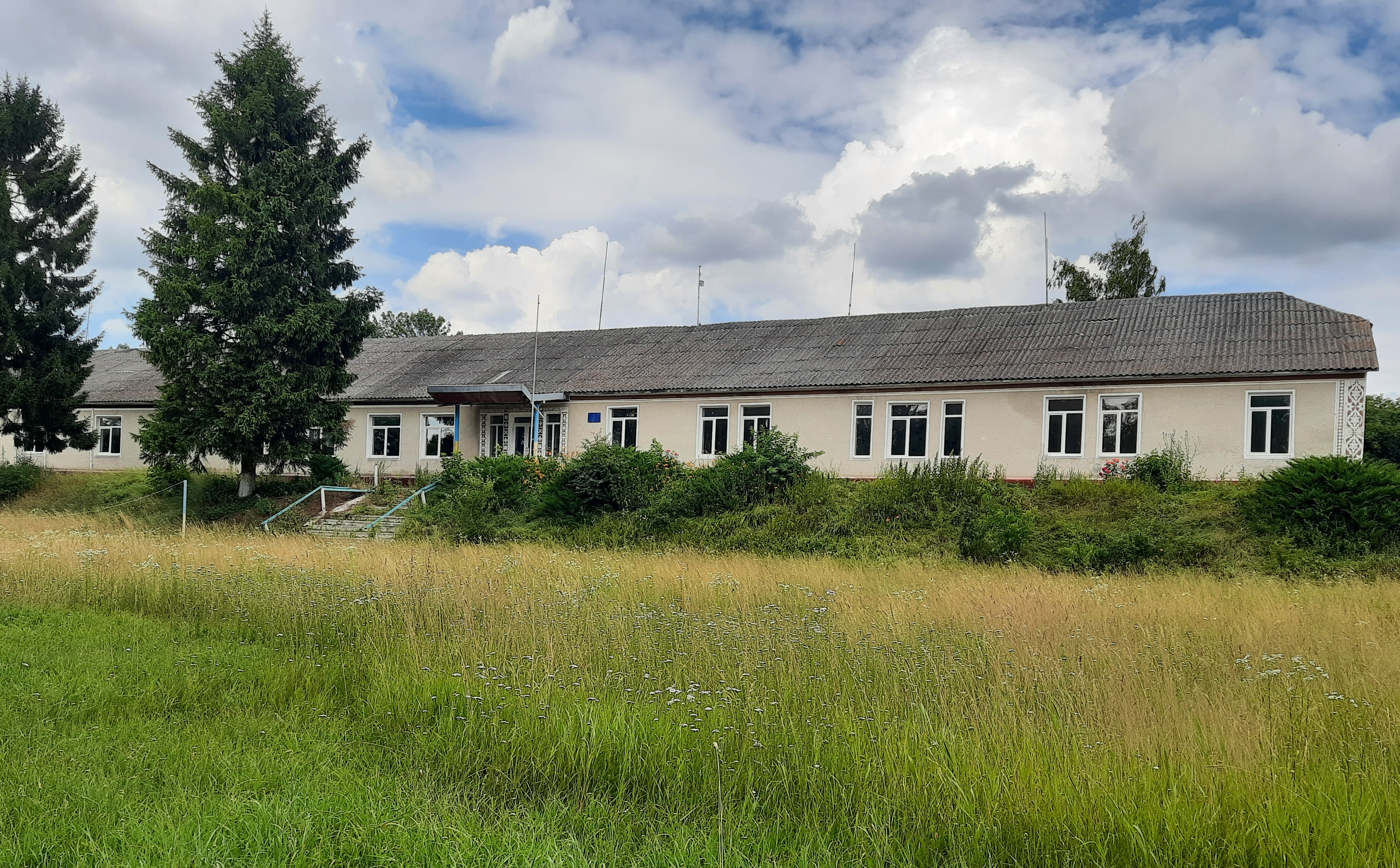
Школа
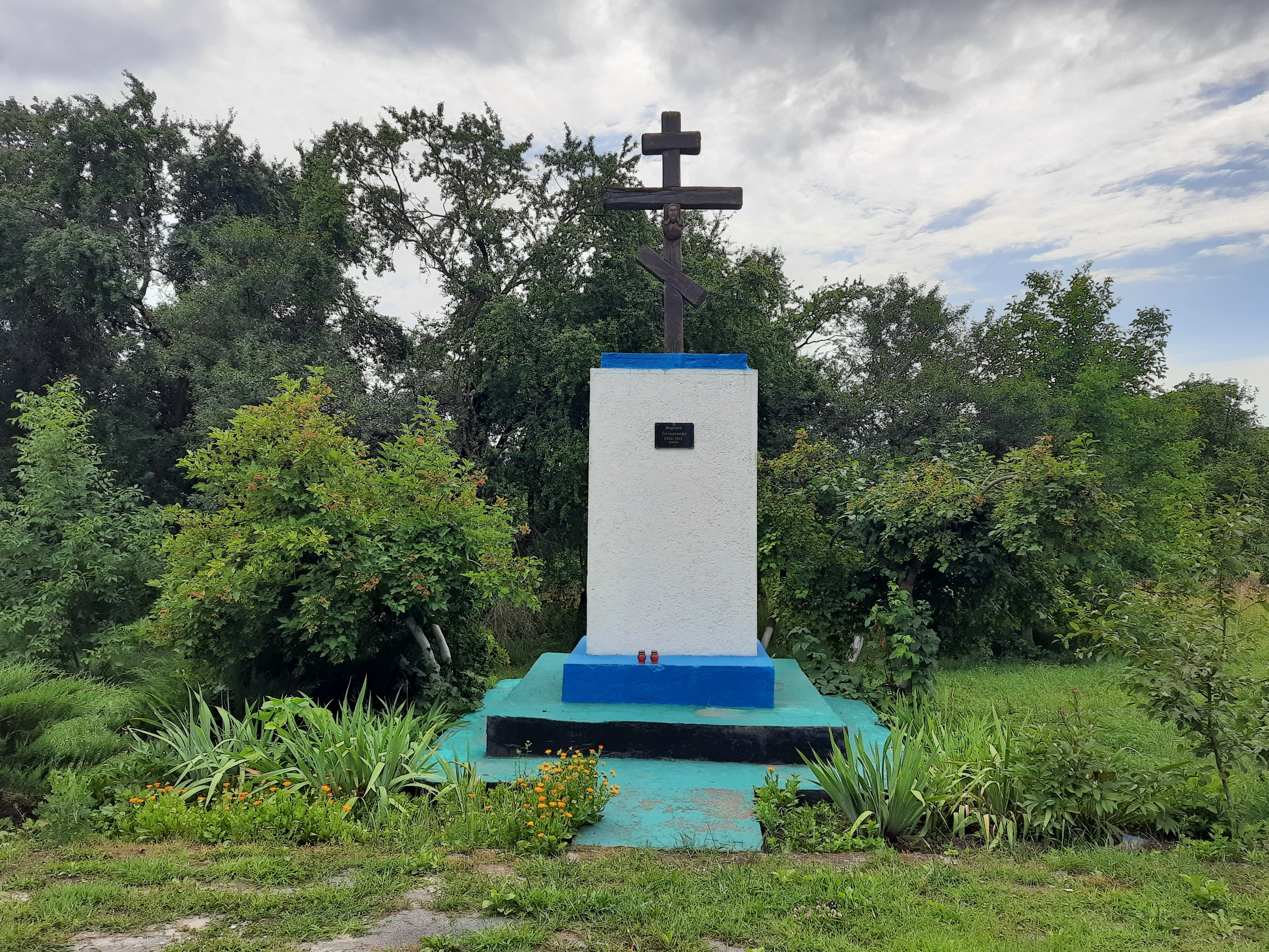
Пам'ятний знак жертвам голодомору
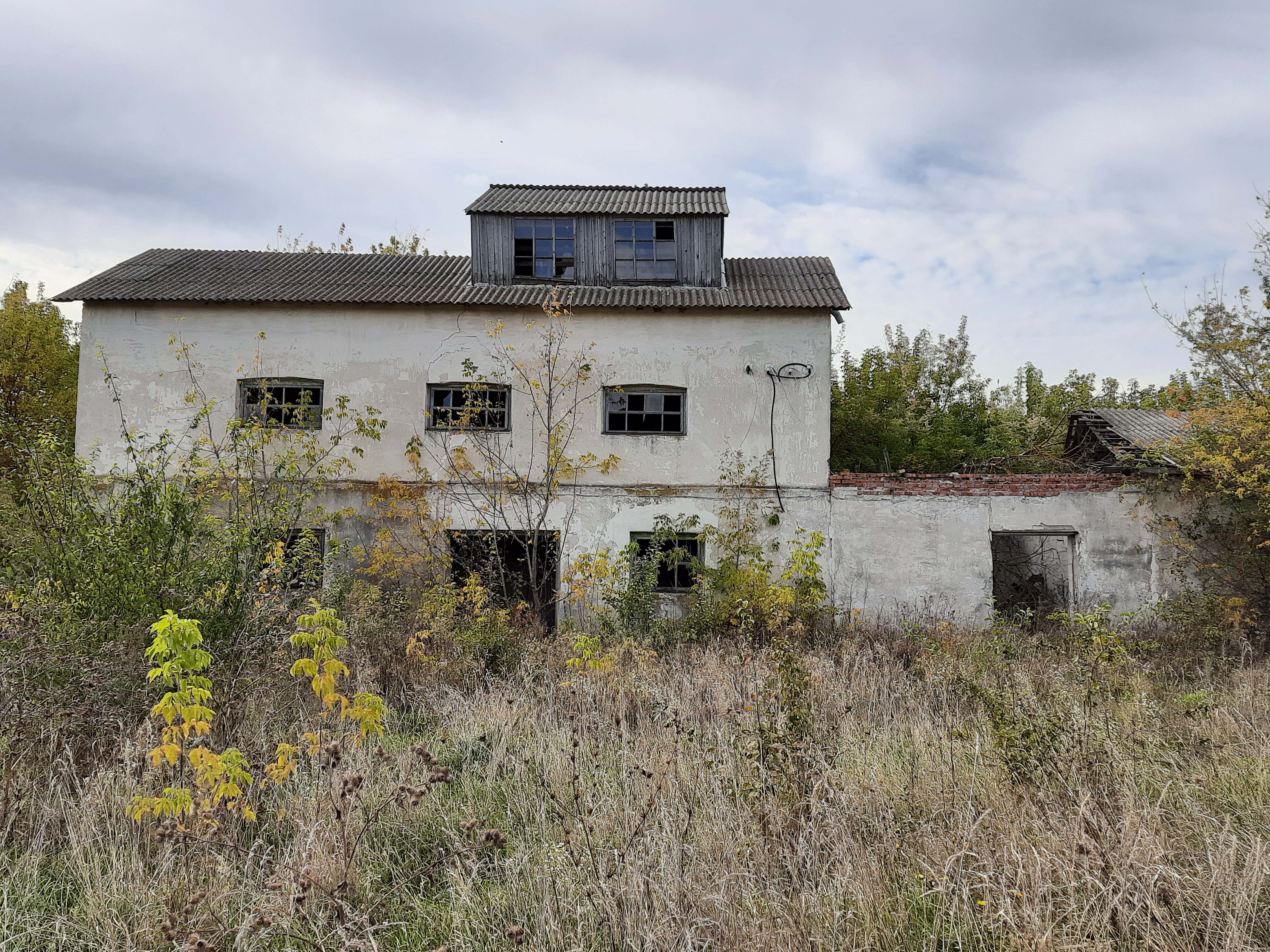
Старий млин